# Olga Skabéieva
Olga Vladímirovna Skabéieva, rus: Ольга Владимировна Скабеева, (Voljski, 11 de desembre de 1984) és una periodista russa i presentadora de televisió. Presentadora de la tertúlia «60 minuts» (rus: 60 минут) amb Ievgueni Popov; s'ha forjat fama pels seus atacs a l'oposició governamental des de la televisió pública Rússia 1, motiu pel qual rep el malnom de "nina d'acer de Putin TV".
L'abril de 2013, es va casar amb el periodista de «VGTRK» Ievgueni Popov. El seu fill Zakhar va néixer el 14 de gener de 2014.
Ha guanyat dos premis TEFI, concedits per l'Acadèmia Russa de Televisió, els anys 2017 i 2018.